# Marghera
Marghera é uma comuna italiana da região do Vêneto, província de Veneza , com cerca de 28 622 habitantes (2009). Ela está localizada a oeste da cidade histórica de Veneza, e é parte do aglomerado conhecido como Mestre.
Marghera é propriamente o nome da área residencial, mas muitas vezes identifica a área industrial vizinha, cujo nome exato é Porto Marghera.